# Тадж аль-Мулюк Бури
Тадж аль-Мулюк Бури (араб. ﺗﺎﺝ ﺍﻟﻤﻠﻮﻙ ﺑﻮﺭﻱ‎) (1085—1132) — эмир Дамаска с 1128 по 1132 год. Сын атабека Дамаска Тугтегина.
При жизни отца он управлял различными городами (Джебла, Баальбек) и участвовал в военных походах. В начале правления Бури организовал уничтожение асассинов в городе. Это привело к покушению на него в 1131 году. Через год он скончался от полученных ран.

## Биография

### Происхождение и ранние годы
Бури был сыном атабека Дамаска Тугтегина и его первой жены Шараф-хатун. Она родила атабеку 4 детей, среди которых старшим был Бури. Согласно аль-Азими, Бури родился 27 декабря 1085 года (2 Рамадана 478 года). У Бури был младший брат, Шамс ад-Дин (умер в 1119 году), и две сестры. Одна стала женой Артукида Иль-Гази, другая — женой правителя Хамы Мухаммеда бин Караджа.
Первое упоминание Бури относится к 1101 году. Джебла, укреплённый порт к югу от Латакии, принадлежал Ибн Сулейхе из рода правителя Триполи Ибн Аммара, подчинявшегося Фатимидам. Ибн Сулейха восстал против Ибн Аммара и стал читать хутбу от имени аббасидских халифов. Ибн Аммар обратился к Дукаку за помощью, в итоге город подчинился Дамаску, а правителем города стал юный сын Тугтегина, Бури. Правление Бури в Джебле быстро завершилось, поскольку жители пожаловались Ибн Аммару на его тиранию. Правитель Триполи послал в Джеблу свою армию и взял город под свой контроль. Бури был пленён и отвезён в Триполи, но Ибн Аммар отправил его в Дамаск к Тугтегину. В сопроводительном письме он описал ситуацию с Джеблой и извинялся перед атабеком за произошедшее. С этого времени Бури был регентом Дамаска в те периоды, когда Тугтегин покидал город.
В марте 1108 года (1110) правитель Триполи Ибн Аммар отправился к сельджукскому султану Мухаммеду Тапару в Багдад. Бури как посол от Тугтегина к султану также ехал в Багдад и сопровождал Ибн Аммара в пути от Дамаска.
14 апреля 1110 года после 35 дней осады Тугтегин захватил у бывшего гуляма, Фахруддевле Гюмюштегина, Баальбек и передал управление им Бури.
В 1119 году иерусалимский король Балдуин II выступил в поход на Дамаск. Бури командовал армией Тугтегина и потерпел поражение.
В начале 1128 года, чувствуя, что скоро умрёт, атабек призвал к себе сына Бури и своих эмиров. Он объявил Бури своим преемником и дал сыну советы. Через две недели, 11/12 февраля 1128 года, Тугтегин скончался.

### Правление
После смерти Тугтегина Бури наследовал ему. Правление своё Бури начал с того, что в сентябре 1129 года расправился с асассинами (батинитами), с 1126 года обосновавшимися на территории атабека Дамаска, после того, как Тугтегин подарил проповеднику батиниту Бахраму замок Банияс. Бури сохранил пост аль-Маздегани, который был при Тугтегине визирем. Но тот сотрудничал с батинитами, которые, в свою очередь, имели тайные связи с крестоносцами и обещали франкам открыть ворота Дамаска в обмен на портовый город Тир. Это вскрылось в 1129 году, после чего 3/4 сентября на совещании эмиров в цитадели Бури приказал убить визиря. Голова аль-Маздегани была выставлена на Железных воротах. В городе началась резня батинитов, которых убивали везде, где обнаруживали. Тех, кто был не убит, а пленен, распяли на стенах Дамаска. Число убитых источники называют от 6 000 до 20 000 человек.
После смерти Тугтегина франки отобрали Банияс у асассинов. Король Балдуин II с армией Иерусалима прибыл в Банияс в начале ноября 1129 года и разбил лагерь у деревянного моста, в 10 км от Дамаска. Бури с армией Дамаска встал лагерем неподалёку. Нескольких дней никто из них не решался атаковать. Отряд из армии Балдуина отправился на поиски провианта, чем воспользовался Бури. Он напал на отряд и перебил его. Спаслись лишь командир и ещё 40 человек. Плохая погода помешала Балдуину напасть на армию Дамаска, пока она праздновала победу над отрядом, и король отступил.
Занги попросил Бури помочь в джихаде против крестоносцев. Но целью Занги было ослабить Дамаск, а затем атаковать его. Бури получил от Занги клятву, что людям Дамаска не будет причинен вред, и послал 500 всадников со своим сыном Севинчем, управлявший Хамой. Занги приветствовал Севинча и хорошо его принял, но через три дня весь отряд Дамаска с Севинчем был арестован и заключен в цитадели Алеппо. Все имущество отряда Дамаска (шатры, оружие, провиант) было разграблено. Ослабив Дамаск этим действием, Занги вторгся на земли Бури и 24 сентября 1130 года захватил Хаму.
Бури просил Занги освободить Севинча и его людей. Тогда Занги потребовал выкуп в размере 50 000 динаров. В этот период к Занги перешёл эмир Савар, служивший ещё Тугтегину. Охрана дамаскских пленников была поручена ему. То, что в руках Занги находился сын Бури, защищало Занги от любых набегов из Дамаска.
Два асассина, отправленные из Аламута, поступили на службу в армию Дамаска. Они терпеливо ждали, хорошо себя зарекомендовали и сумели попасть в отряд охранников Бури. 7 мая (5 апреля) 1131 года они напали на Бури и ранили его в шею и бок.
В мае 1131 года умер Гюмюштегин, в прошлом вали Баальбека, правитель замка Сархад в Сирии. Его вдова решила обратиться за помощью к кому-то из сильных эмиров. Она послала эмиру Хиллы Дубайсу сообщение, что готова выйти за него замуж и отдать замок. Дубайс отправился туда и заблудился в пустыне, потому что у него не было проводника, знающего дороги и источники. По одной версии, он был схвачен бедуинами из бени Кельб в пустыне и  6 июля 1131 ( 22 июля 1131 года) передан Бури. По другой версии, Бури получил известие из племени Мактум, что Дубайс находится в пустыне недалеко от них. Бури послал из Дамаска отряд, который захватил Дубайса в понедельник 6 июля 1131 года. Так или иначе, но Дубайс оказался в руках Бури, который принял его в замке Дамаска как гостя, но заковал в кандалы и заточил его в цитадели, отправив халифу аль-Мустаршиду сообщение о захвате Дубайса. Халиф попросил выдать Дубайса ему. Бури пообещал, что выдаст эмира халифу, но вмешался Занги, который предложил освободить Севинча с его отрядом в обмен на Дубайса и 50 тысяч динаров, угрожая напасть на Дамаск в случае отказа. Обмен произошёл  1 ноября 1131 года года ( 2 октября 1131). Когда два посланника халифа прибыли в Дамаск, Бури хорошо их принял и принес извинения.
28 мая 1132 года Бури собрал эмиров и объявил, что полученные им от асассинов раны обострились, что ему недолго осталось, и что он назначает своего сына Исмаила своим преемником. Через некоторое время после этого, 6/7 июня 1132 года, Бури умер.
Бури успешно сражался против крестоносцев и батинитов. При нём в Дамаске были построены три медресе, хаммамы, мечети и каналы. Поэты Ибн аль-Кайсарани (ум. 1153), Ибн аль-Хайят эт-Таглеби (ум. 1123) и другие восхваляли Бури.

## Семья
Жена: Зумурруд-хатун (брак заключен не позднее 1112 года), мать которой, Сафват аль-Мулюк, была второй женой Тугтегина:
- Исмаил[33].
- Махмуд[33].

Матери неизвестны:
- Мухаммед[34].
- Севинч[19].
- Бехрам-шах[35].

## Комментарии
1. ↑  Р. Ст. Хамфри утверждал, что Бури бен Тугтекин родился в новом браке Тугтегина после смерти Сафват аль-Мулюк в 1119 году[4].